# Stipulatio
La stipulatio est la forme basique du contrat dans le droit romain. Il est fait sous la forme de question et de réponse. La nature précise du contrat est disputée, comme cela peut être vu ci-dessous.
L'usage de la stipulation est une conséquence du principe de l'ancien droit, d'après lequel l'accord des volontés ne suffit pas pour créer une obligation. Le simple pacte n'est pas sanctionné par la loi ; il doit en général être revêtu d'une forme solennelle, et la plus répandue est celle de la stipulation. Elle a pour but, comme son nom l'indique, de rendre ferme l'engagement contracté.

## Formes de la stipulation
La stipulatio consiste en une interrogation du créancier suivie d'une réponse concordante du débiteur, l'une et l'autre conçues en termes consacrés. La stipulation exige la présence des parties, mais non celle de témoins solennels comme il est de règle dans la mancipation. Les contractants doivent être capables de parler et d'entendre, ce qui exclut les muets, les infantes et les sourds. Il faut aussi que la réponse suive immédiatement la demande : l'acte doit être accompli sans désemparer (continuus actus) ; on ne tolère qu'un bref intervalle.
Anciennement, le terme consacré pour la demande et pour la réponse était celui de spondere. Le créancier demandait : « centum dare spondesne ? » Le débiteur répondait : « centum dare spondeo ». Le mot spondere, dont l'étymologie rappelle un acte religieux, une libation, désigne uniquement à Rome un acte formel de volonté. L'usage en était réservé aux citoyens romains ; une seule exception était admise pour la conclusion d'un traité entre le peuple romain et une nation étrangère. Mais d'assez bonne heure on admit des équivalents : « dabis ? », « promillis ? », « fidepromittis ? », « fidejubes ? », « facies ? ». On pouvait même s'exprimer en grec. Dès lors, la stipulation devint accessible aux pérégrins.
La distinction entre les formes de la stipulation n'a pas perdu son intérêt pratique depuis l'édit de Caracalla qui, en 212, accorda la cité romaine aux pérégrins. La portée de cet édit est loin d'être aussi large qu'on l'avait cru jusqu'ici sur la foi de quelques textes. Un papyrus du musée de Giessen (Allemagne) prouve que l'édit ne s'appliquait pas aux déditices. Cette catégorie de personnes est formellement exclue par Caracalla : elle comprend les pérégrins habitant les régions qui n'étaient pas organisées en cités, et soumis à l'impôt de capitation. Telle était en Égypte la situation de la classe inférieure de la population indigène ; le régime municipal, introduit par Sévère en 202 dans cette partie de l'Empire, n'y a reçu qu'une application restreinte.
Au IIIe siècle de notre ère, le formalisme fut atténué, dans la stipulation, de plusieurs manières. On n'exige plus que la réponse concorde exactement avec la demande : les parties peuvent employer chacune un terme différent. Si le débiteur promet une quantité plus forte ou plus faible que celle qu'on lui a demandée, la stipulation n'est pas nulle : elle vaut jusqu'à concurrence de la quantité la plus faible. De même on valide les pactes qui précèdent ou qui suivent la stipulation : on les considère comme faisant corps avec elle.
Le formalisme fut atténué surtout par l'usage de rédiger les conventions. Cet usage, emprunté à la Grèce, facilitait la preuve en justice ; mais à Rome, où l'on joignait au chirographum une clause de stipulation (stipulalio subjecta), il eut un autre avantage : il dispensait en certains cas de prouver que les paroles de la stipulation avaient été prononcées. Lorsque l'écrit avait été rédigé par le débiteur ou en sa présence, on présumait que la stipulation avait eu lieu ; lorsque l'écrit constatait la promesse du débiteur, on présumait que le créancier l'avait interrogé. Le mot stipulation est employé par Ulpien pour désigner l'écrit (instrumentum). Désormais, la forme antique n'est plus indispensable : la présence des parties est seule nécessaire.
La stipulation ainsi modifiée s'introduisit dans les pays de civilisation grecque. On la trouve en Égypte, appliquée à un contrat de mariage, dans un papyrus d'Oxyrhynchos de l'an 170 de notre ère. On l'employait parfois pour confirmer des actes juridiques autres que des conventions, par exemple des testaments, dans un papyrus du Fayoum, de l'an 235. Ici également, on confondait la stipulation avec l'écrit.
Au Bas-Empire, une constitution de Léon de 472 supprima les paroles solennelles ; la présence des parties à l'acte n'est même plus nécessaire : il suffit d'être présent dans la cité le jour où l'acte a été rédigé.

## Caractères et objets de la stipulation
La stipulation est un contrat unilatéral par lequel une personne (promissor) s'oblige envers une autre (stipulator). À l'origine, cette obligation devait avoir pour objet une somme d'argent déterminée. On put ensuite promettre une chose certaine autre que de l'argent, par exemple, telle quantité de blé, un fonds de terre ; puis on valida les stipulations qui avaient pour objet un fait ou une abstention. Dès lors, la stipulation s'appliqua à toute sorte d'obligation.
La stipulation est un contrat de droit strict. Lorsqu'on l'invoque en justice, le juge a un pouvoir d'appréciation limité par les termes de la formule délivrée par le magistrat et qui reproduit elle-même les termes de la stipulation. Par exemple, le débiteur d'un corps certain n'est tenu que de son fait actif : il ne répond ni des cas fortuits ni de ses négligences. Le juge ne peut, d'après les Proculiens, tenir compte des faits postérieurs à la demande : satisfaction fournie par le défendeur, perte fortuite de la chose. Il ne pouvait même au début rechercher si le débiteur avait été victime d'un dol ou d'une violence.
Avec le temps, le caractère strict de la stipulation fut atténué par l'insertion de la clause de dol dans la formule du contrat. Le débiteur promettait de s'abstenir de tout dol dans l'exécution du contrat, soit dans le présent, soit dans l'avenir. Cette clause conférait au juge un pouvoir d'appréciation analogue à quelques égards à celui qu'il avait dans les actions de bonne foi : il pouvait tenir compte des événements que les parties n'avaient pas prévus.

## Modalités de la stipulation
La stipulation, à la différence des actes juridiques de l'ancien droit romain (actus legitimi), comporte l'apposition d'une modalité, telle que le terme, la condition, l'alternative, l’accessio personae. Il y a accessio personae lorsqu'on stipule pour soi ou pour un tiers. Ce tiers, adjectus solutionis gratia, est une sorte de mandataire, chargé éventuellement de recevoir le paiement avec ou sans obligation de rendre compte.
La condition est un événement futur et incertain duquel les contractants font dépendre la perfection ou l'extinction de l'obligation. Cet événement ne doit pas consister en un fait impossible, illicite ou immoral, à peine de nullité. Il ne peut non plus dépendre de la pure volonté du débiteur : la condition si voluero exclut l'intention de s'obliger. La stipulation sous condition suspensive n'est pas, dans l'opinion qui a prévalu, considérée comme inexistante tant que l'événement prévu reste incertain : elle produit divers effets ; par exemple, elle confère un droit transmissible aux héritiers ; elle permet au créancier de prendre des mesures conservatoires. Mais le créancier ne peut invoquer en justice un droit qui n'est pas parfait ; de son côté, le débiteur qui par erreur paie la dette peut répéter l'indû. Si la condition ne se réalise pas, la stipulation est non avenue. Si elle se réalise, la stipulation devient parfaite : elle prend la date du jour où les parties se sont mises d'accord. La condition extinctive n'a pas d'effet d'après le droit civil ; mais en vertu du droit prétorien, le débiteur peut paralyser par une exception l'action que le créancier exercerait contre lui, contrairement à la convention. C'est ce qui a lieu dans le cas d'une stipulation de rente viagère.

## Sanction de la stipulation
la stipulation a été de bonne heure sanctionnée; elle l'était au milieu du Ve siècle de Rome : le second chapitre de la loi Aquilia prévoit une fraude commise au préjudice du stipulant. Quelle était à cette époque la procédure à suivre pour faire valoir l'obligation résultant de la stipulation ? La question est discutée. Il est douteux qu'on ait eu recours à l'action de la loi par serment. La stipulation donne naissance à un droit très différent de celui qui se forme per aes et libram en vertu d'un nexum. Il est vraisemblable qu'on employait l'action de la loi per condictionem, créée par la loi Silia pour sanctionner les dettes d'argent certaines (action certae pecuniae), puis étendue par la loi Calpurnia aux dettes qui ont pour objet une chose certaine autre que de l'argent (condictio triticaria). Cette action ne sanctionne que les stipulations certaines, celles où les paroles prononcées font connaître quelle est la chose due, quelle en est la qualité et la quantité. Les stipulations incertaines furent d'abord sanctionnées indirectement par une stipulation de peine, puis directement par une action nouvelle, l'action ex stipulatu qui existait au début du VIIe siècle de Rome (loi Rubria). Cette action confère au juge le pouvoir d'estimer l'intérêt du demandeur, de tenir compte des fruits et des intérêts moratoires, comme dans une action de bonne foi.

## Applications de la stipulation
Les principales applications se répartissent entre celles qui résultent de la volonté des parties (stipulations conventionnelles), et celles qui sont imposées par le magistrat ou par le juge.

### Stipulations conventionnelles
1. Stipulation obligatoire. La stipulation sert à rendre obligatoires des conventions qui par elles-mêmes n'ont pas de valeur juridique :
- Pacte de donation : au Bas-Empire, Justinien fit de la donation un pacte légitime ; dès lors la promesse de donner fut obligatoire indépendamment de toute stipulation.
- Promesse d'une dot : la stipulation peut être remplacée par une forme plus simple, celle de la dotis dictio. Ici encore, le simple pacte a été rendu obligatoire par une constitution de Théodose le Jeune.
- Promesse de restituer la dot : cette stipulation eut d'abord une application restreinte au cas de répudiation (cautio rei uxoriae) ; le mari promettait, lors de la constitution de la dot, de restituer, en cas de répudiation, la res uxoria, c'est-à-dire les biens acquis du chef de la femme, soit à titre de dot, soit par l'effet de la manus. Sous l'Empire, le mari s'engage à restituer la dot, quel que soit le mode de dissolution du mariage. À cette époque, la restitution peut avoir pour objet la totalité de la dot ; on ne sait s'il en était de même à l'époque antérieure, ou si le mari devait rendre seulement la quotité fixée par un arbitre. Depuis Justinien, cette stipulation est sous-entendue et sanctionnée par une action ex stipulatu, transmissible aux héritiers et qui ne comporte aucune retenue, si ce n'est pour les impenses nécessaires.
- Stipulation d'annuités payables pendant un temps limité : telle est la stipulation annua, bina, trima die, usitée pour la restitution des quantités composant la dot (denrées, argent monnayé). Le mari les restitue par tiers dans un délai de trois ans depuis la dissolution du mariage. Cette faveur lui est refusée quand le divorce a lieu pour adultère ; pour toute autre faute, le délai est réduit de moitié.
- Stipulation de rente viagère : le créancier stipule une certaine somme payable chaque année, durant sa vie. Cette stipulation était, en théorie, perpétuelle, car le terme n'était pas à Rome un mode d'extinction des obligations. Mais le débiteur avait la faculté de paralyser, par une exception de pacte, l'action que les héritiers du crédi-rentier auraient exercée contre lui. Lorsque le créancier était obligé d'agir en justice pour réclamer une annuité échue, il devait avoir soin de faire insérer une praescriptio dans la formule pour se réserver le droit aux annuités subséquentes. À défaut de cette précaution, son droit était épuisé.
- Stipulation d'intérêts : le prêt étant un contrat à titre gratuit, le prêteur ne peut exiger d'intérêts qu'en vertu d'un contrat spécial, d'une stipulation jointe au mutuum. Par exception, la stipulation est inutile et le simple pacte suffit pour rendre productifs d'intérêts les prêts consentis par des cités, ainsi que le prêt à la grosse.
- Pari et dette de jeu : la stipulation d'une dette de jeu n'est admise par la loi que pour les jeux de force et d'adresse (virtutis causa).
- Stipulatio argentaria : conclue par le banquier, chargé d'une vente aux enchères, avec le propriétaire des objets vendus. Lorsque le banquier ne lui paie pas comptant le produit de la vente, il promet de lui en payer le montant, sous déduction d'une commission (centesima). Cette stipulation est mentionnée dans la lex metalli Vipascensis, et dans les tablettes d'un commissaire-priseur de Pompéi.
- Promesse de constituer une servitude, ou de n'en pas empêcher l'exercice.

2. Stipulatio debiti. La stipulation sert également à préciser les obligations résultant de certains contrats, tels que la vente et le mutuum. Le créancier stipule le prix de vente, le montant du prêt et des intérêts. Cette stipulation accessoire facilite la preuve en justice ; elle est sanctionnée par une action qui diffère de celle du contrat principal lorsqu'il est de bonne foi comme la vente. Jointe au mutuum, elle sert en même temps à faire courir les intérêts. L'efficacité de la stipulation était subordonnée à la réalisation du prêt, quand le promettant s'était engagé à rendre la somme prêtée. Si, au contraire, on avait stipulé l'objet du prêt, le promettant était tenu même s'il n'avait pas reçu l'argent ; il pouvait toutefois réclamer sa libération ou opposer une exception de dol.
3. Stipulation novatoire. La stipulation sert aussi à transformer une obligation préexistante. Elle a lieu tantôt entre les mêmes personnes, tantôt entre personnes différentes. Dans le premier cas, on transforme un contrat de bonne foi en un contrat de droit strict en vue de restreindre le pouvoir d'appréciation du juge ; ou bien on modifie l'obligation antérieure en ajoutant ou en retranchant un terme ou une condition. Dans le second cas, la stipulation novatoire permet de prendre à sa charge la dette d'autrui (expromissio). Pour être valable, la stipulation novatoire doit avoir le même objet que l'obligation antérieure ; la forme seule de l'obligation est changée. Mais cette condition a été atténuée vers la fin du IIe siècle de notre ère; on peut stipuler la valeur pécuniaire de la dette primitive. Au Bas-Empire, l'identité d'objet n'est plus exigée : on peut augmenter ou diminuer la quantité due ; et pour savoir s'il y a substitution d'une dette à une autre, ou création d'une obligation coexistant avec la première, il faut rechercher si les parties ont exprimé la volonté de nover. La stipulation novatoire a pour effet d'éteindre l'obligation antérieure et de créer une obligation nouvelle. Avec la dette antérieure s'éteignent les sûretés personnelles ou réelles qui pouvaient en garantir l'exécution. La novation produit un autre effet : elle arrête, s'il y a lieu, le cours des intérêts de la dette primitive. Parmi les stipulations novatoires, il faut mettre à part la stipulation Aquilienne, dont la formule a été composée par le jurisconsulte Aquilius Gallus. Elle s'applique non seulement aux obligations, mais aussi aux droits réels; elle se compose d'une stipulation et d'une acceptilation : la première sert à transformer en une créance unique tous les droits réels ou de créance qu'on a contre une personne ; la seconde à éteindre la créance ainsi formée. On l'emploie par exemple à la suite d'une transaction, ou lorsqu'on veut donner décharge à un mandataire général à la fin de sa gestion. Il s'agit le plus souvent d'un droit litigieux. La stipulation novatoire peut également servir à faire une délégation: un débiteur donne à son créancier ou à la personne qui lui est désignée un autre débiteur qui s'oblige à sa place. C'est la delegatio debitoris, qui exige le concours de trois personnes : le délégant qui prend l'initiative de l'acte, le délégataire qui en bénéficie, le délégué qui s'oblige à la place du délégant. Cette délégation se distingue de la delegatio pecuniae, dans laquelle le délégué, au lieu de s'obliger, fait un paiement au délégataire pour se libérer envers le délégant. La délégation, usitée dès le temps de Caton l'Ancien, se faisait souvent par l'intermédiaire d'un banquier. Elle permettait aux commerçants de faire ou de recevoir des paiements partout où leur banquier avait des correspondants. Les papyrus en contiennent de nombreux exemples. Les contribuables payaient leurs impôts par une délégation donnée au percepteur sur leur banquier ; le percepteur, à son tour, faisait ses versements aux caisses publiques par l'intermédiaire de son banquier.
4°. Stipulation corréale. La stipulation sert à créer une obligation au profit de plusieurs personnes qui ont un droit égal (correi stipulandi), ou dont l'une est un créancier principal, l'autre un créancier accessoire (adstipulator). Dans le premier cas, la stipulation est faite dans une forme spéciale : chaque créancier interroge le promettant qui ne doit répondre qu'après la double interrogation. L'obligation ainsi formée est appelée corréale ou solidaire. Elle confère à chacun des créanciers le droit d'agir pour le tout contre le débiteur commun, mais le paiement fait à l'un libère le débiteur à l'égard des autres qui perdent leur droit. Il y avait là un risque pour les créanciers. Ce risque était écarté lorsqu'il existait entre eux une communauté d'intérêts résultant par exemple d'une société ; en pareil cas, le créancier qui avait reçu le paiement devait partager avec les autres. L’adstipulator est une personne qui stipule à côté du stipulant principal en qualité de mandataire. On a conjecturé qu'anciennement ce mandat était donné pour le cas où le mandant serait empêché d'agir en justice: c'était un moyen d'écarter la règle qui défendait d'agir en justice au nom d'autrui : l’adstipulator faisait valoir une créance qu'il avait personnellement acquise. Au IIe siècle de notre ère, l’adstipulatio n'a plus qu'une application restreinte : elle est employée pour rendre valable une stipulation post mortem suam. Le droit d'action acquis par le stipulant accessoire ne compte pas dans son patrimoine ; il est intransmissible à ses héritiers : il doit être exercé dans l'intérêt du mandant. L’adstipulatio a disparu lorsque Justinien a validé les stipulations post mortem.
5°. Stipulation solidaire. La stipulation sert à fortifier le droit du créancier, lorsqu'il se fait promettre la même prestation par plusieurs débiteurs solidaires (correi promittendi) ou par un débiteur principal et par des cautions (adpromissores), Dans le premier cas, chacun des codébiteurs est tenu pour le tout, mais le paiement fait par l'un libère les autres. Ici, comme pour la solidarité entre créanciers, il importe de savoir s'il y a communauté d'intérêt entre les codébiteurs; lorsqu'ils sont associés, celui quiapayé toute la dette a un recours contre les autres.
6°. Stipulation de peine. C'est en général une stipulation accessoire qui confère au créancier un droit à une indemnité, fixée à forfait, en cas d'inexécution de l'obligation principale. À l'origine, l'inexécution d'une promesse était traitée comme un délit; le débiteur était frappé d'une peine fixée par les parties lors du contrat. Sous l'Empire, lorsque la jurisprudence distingua les idées de peine et d'indemnité, on conserva l'usage de la stipulation de peine, qui subsiste encore en droit moderne sous le nom de « clause pénale ». Elle avait l'avantage d'écarter l'arbitraire du juge pour la fixation des dommages-intérêts, avantage précieux lorsque l'obligation avait pour objet un fait ou une abstention. Elle était également employée pour faire un compromis. On donne ce nom à une convention par laquelle deux personnes s'engagent à confier la décision d'un différend à un arbitre choisi d'un commun accord, à faciliter l'accomplissement de sa mission et à exécuter sa sentence. Cette convention, subordonnée à l'acceptation de l'arbitre était confirmée par des stipulations réciproques (compromittere). La stipulation de peine servait aussi à valider la stipulation pour autrui et la promesse du fait d'autrui. La stipulation pour autrui est nulle soit à l'égard du tiers qui ne peut invoquer une convention à laquelle il n'a pas pris part, soit à l'égard du stipulant qui n'a pas en général d'intérêt pécuniaire. Cette dernière cause de nullité disparaît grâce à la stipulation de peine qui prouve l'intérêt du stipulant. Il en est de même pour la promesse du fait d'autrui: on la rend valable en stipulant une peine pour le cas où le tiers n'accomplirait pas ce qui a été convenu. Dans les cas de ce genre, la stipulation de peine forme le contrat principal: le paiement de la peine est subordonné à l'inexécution de la prestation stipulée pour autrui La peine est due, même si le débiteur a été empêché par un cas fortuit d'accomplir le fait posé en condition. Lors, au contraire, que la stipulation de peine est accessoire, la peine est due à moins que l'inexécution résulte d'une cause indépendante de la volonté du débiteur. Sauf convention contraire, cette peine ne se cumule pas avec l'obligation principale. On permet seulement au créancier d'opter entre les deux actions, et s'il a d'abord exercé la moins avantageuse, il peut exercer l'autre pour le surplus. Quant aux dettes d'argent, la peine se cumule, pourvu qu'elle n'excède pas le taux légal de l'intérêt. La stipulation de peine était facultative dans l'action de la loi per condicionem : le débiteur d'une somme d'argent pouvait stipuler du créancier un tiers de la somme réclamée, pour le cas où la demande serait mal fondée : réciproquement, il devait promettre de payer un tiers en sus, s'il était condamné: sponsio et restipulatio tertiaepartis.
7°. Stipulations de garantie.
- Garantie contre l'éviction : cette garantie donne lieu à trois stipulations distinctes : la stipulation secundum mancipium, qui est usitée lorsque l'acquéreur par mancipation veut faire garantir par des cautions l'obligation de l'aliénateur de lui payer le double du prix s'il ne lui prête pas assistance contre un tiers revendiquant ; la stipulation du double, qui est usitée dans la vente des res mancipi, réalisée par une simple tradition ; et la stipulation rem habere licere, usitée dans les ventes de res nec mancipi. Ces deux dernières stipulations assurent à l'acheteur un recours que la loi ne lui accordait pas avant la fin du IIe siècle. Dans l'une, l'indemnité est fixée à forfait au double du prix de vente ; dans l'autre, elle est égale au préjudice causé par l'éviction et varie suivant l'appréciation du juge.
- Garantie contre les vices rédhibitoires : le vendeur promet d'indemniser l'acheteur du préjudice que lui causerait la découverte de vices non déclarés au moment de la vente et qui rendent la chose impropre à l'usage auquel elle est destinée.
- Stipulations emptae et venditae hereditatis : l'acheteur et le vendeur d'une hérédité stipulent respectivement, l'un que le vendeur lui transmettra tout le bénéfice de la succession, l'autre que l'acheteur l'indemnisera de toutes les sommes qu'il débourseraà titre d'héritier.
- Stipulations partis et pro parte : le légataire partiaire et l'héritier stipulent respectivement, l'un que l'héritier lui tiendra compte des sommes payées par les débiteurs héréditaires, l'autre que le légataire partiaire l'indemnisera des sommes payées aux créanciers de la succession" [LEGATUM, p. 1044].

### Stipulations imposées par le magistrat ou par le juge
1. Stipulation prétorienne. Le Préteur prescrit de faire cette stipulation, en vue de procurer à une personne un droit que la loi ne lui accorde pas 12. C'est un expédient destiné à combler une lacune de la loi. Elle est imposée par l'édit pour assurer la marche et le résultat d'une procédure engagée devant le Préteur. 
- Stipulation de 25 sesterces : :la procédure per sponsionem, usitée au temps de Cicéron et sous l'Empire, en cas de revendication, s'engage au moyen d'une stipulation faite devant le Préteur : le revendiquant stipule 25 sesterces de son adversaire pour le cas où il prouverait son droit de propriété. C'est une manière indirecte de soumettre au juge le litige; les 25 sesterces ne sont pas effectivement payés : la sponsio est préjudicielle et non pénale. Le montant de la stipulation est porté à 125 sesterces par la loi Crepereia, lorsqu'on plaide devant les centumvirs.
- Stipulation pro praede litis et vindiciarum : dans la procédure per sponsionem, le demandeur stipule de son adversaire une somme égale à la valeur du litige, pour le cas où le possesseur condamné ne lui restituerait pas la chose et les fruits perçus au cours du procès. Cette stipulation tient lieu des praedes litis et vindiciarum de la procédure par serment.
- Stipulation judicatum solvi : elle remplace la précédente dans la procédure par formule pétitoire. Le défendeur promet de payer le montant de la condamnation, de défendre au procès, de s'abstenir de tout dol.
- Stipulation fructuaria : cette stipulation peut être rapprochée des précédentes bien qu'elle soit facultative. Elle est usitée dans la procédure de l'interdit uti possidetis. Elle a lieu lorsque les parties ont fait régler la possession intérimaire par le magistrat et qu'elle a été adjugée à celui des plaideurs qui a offert la plus forte somme pour le cas où il succomberait. Son adversaire a la faculté de stipuler de lui la somme promise. Le possesseur intérimaire, qui perd son procès, doit payer cette somme à titre de peine, sans préjudice de son obligation de restituer la possession et les fruits.
- Stipulations in judicio sisti, amplius non peti, ratam rem dominum habiturum : la première de ces stipulations garantit la comparution d'une personne au jour fixé par le magistrat. Dans la seconde, celui qui plaide au nom d'autrui promet que le mandant ne renouvellera pas la poursuite. Dans la troisième, le mandataire promet que le mandant ratifiera ce qui a été fait en son nom.

Les stipulations prétoriennes ont une autre application : elles servent à garantir un droit éventuel ou déjà né. Telle est la stipulation par laquelle l'usufruitier promet de jouir en bon père de famille, le tuteur de conserver intact le patrimoine du pupille ; l'émancipé, appelé par le Préteur à la succession paternelle, promet à ses frères restés en puissance, d'apporter à la masse les biens qu'il a acquis depuis son émancipation. Celui qui refuse de contracter l'obligation imposée par le Préteur est passible d'une action fictice. Le magistrat peut aussi vaincre sa résistance par voie de coercition ou par un envoi en possession. Le Préteur exige souvent que la promesse soit garantie par des cautions : elle reçoit alors le nom de satisdatio.
2. Stipulation édilitienne. L'édit des édiles oblige le vendeur d'esclaves à garantir l'acheteur contre les vices cachés sauf convention contraire, et à promettre le double en cas d'éviction.
3. Stipulation tribunitienne. Les tribuns de la plèbe autorisent le mari, qui a promis de restituer la dot, à stipuler de sa femme le remboursement des impenses ou des obligations qu'il a contractées pour elle.
4. Stipulation judiciaire. Le juge prescrit, suivant les cas, diverses stipulations, telles que la stipulation de dol, qui garantit le demandeur contre la détérioration de la chose par le fait du défendeur, ou contre la constitution d'un droit réel, la stipulation sur le partage des créances dans l'action familiae erciscundae la stipulation par laquelle le défendeur à la revendication promet de restituer la chose après que le demandeur aura prouvé son droits. Il y a aussi des stipulations communes, qui sont imposées tantôt par le juge et tantôt par le magistrat, comme la stipulation rem pupilli salvam fore.